# Sonja Kirchberger

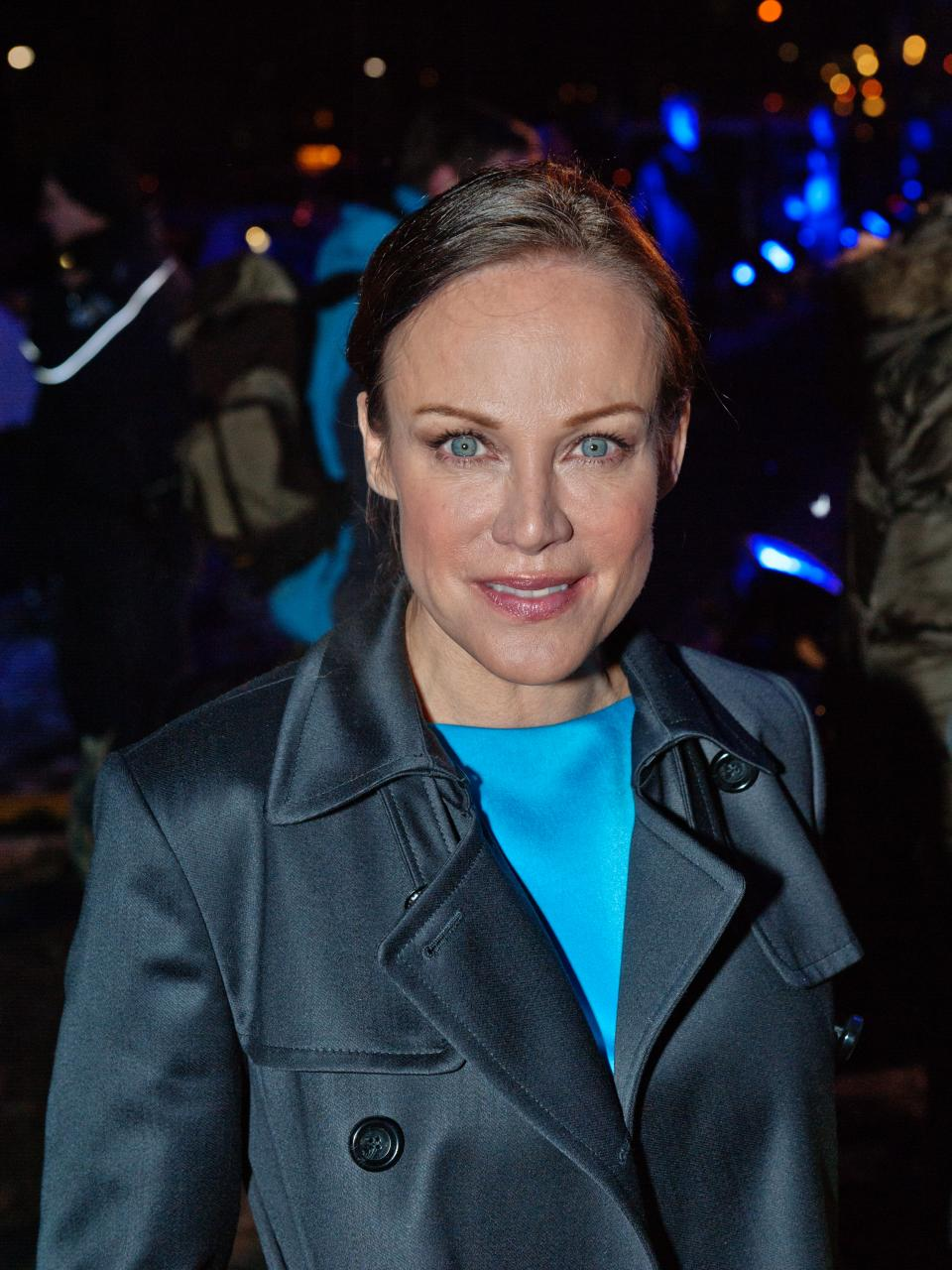
Sonja Kirchberger.

Sonja Kirchberger est une comédienne autrichienne née le 9 novembre 1964 à Vienne (Autriche).

## Filmographie
- 1988 : Le Piège de Vénus (de)
- 1989 : Zwei Münchner in Hamburg - Die Traumreise (TV)
- 1990 : Peter Strohm – Einsteins Tod (TV)
- 1991 : Sissi la valse des cœurs  (Sisi und der Kaiserkuß)
- 1991 : L'Alerte rouge (TV)
- 1991 : Happy Birthday[réf. nécessaire]
- 1992 : Die wahre Geschichte von Männern und Frauen
- 1992 : Es lebe die Liebe, der Papst und der Puff
- 1993 : Der blaue Diamant (de) (TV)
- 1993 : Glückliche Reise - Sun City (TV)
- 1993 : Sylter Geschichten  (série)
- 1993 : Amok
- 1994 : Drei zum Verlieben  (série)
- 1994 : Anwalt Abel -  Rufmord (TV)
- 1995 : Peanuts – Die Bank zahlt alles
- 1996 : Klinik unter Palmen - Philippinen (TV)
- 1996 : Blinde Augen klagen an (TV)
- 1996 : Seven Servants
- 1996 : Guten Morgen Mallorca! (TV)
- 1996 : Tanz auf dem Vulkan (série télévisée)
- 1997 : El Chicko – Der Verdacht
- 1997 : Priester im Einsatz  (série télévisée)
- 1998 : Der König von St. Pauli  (série télévisée)
- 1998 : Gigolo – Bei Anruf Liebe (TV)
- 1998 : Die Geliebte und der Priester (TV)
- 1998 : Der Mädchenmord (TV)
- 1999 : Benzin im Blut  (série télévisée)
- 2000 : Kill me softly – Frauenmord in Frankfurt (TV)
- 2000 : Der Liebende (TV)
- 2000 : Der Runner (TV)
- 2000 : Der schwarze Spiegel (TV)
- 2001 : Drei Engel für Dr No
- 2001 : Lenya, princesse guerrière  (Lenya – Die größte Kriege)
- 2001 : Umwege des Herzens (TV)
- 2001 : Aszendent Liebe (TV)
- 2002 : Einsatz in Hamburg - Rückkehr des Teufels (TV)
- 2003 : Denninger – Der Mallorcakrimi - Mörderischer Cocktail
- 2003 : Opération famille  (Wie tauscht man seine Eltern um?)
- 2003 : Mädchen, böses Mädchen (TV)
- 2003 : Sommernachtstod (TV)
- 2003 : Ihr schwerster Fall: Mord am Pool (TV)
- 2004 : Das unbezähmbare Herz (TV)
- 2005 : Franziska Spiegel – Eine Erinnerung
- 2005 : Alpenglühen zwei – Liebe versetzt Berge (TV)
- 2005 : Felix – Ein Hase auf Weltreise : Fledermaus (voix)
- 2005 : Anges de choc - Le hasard fait parfois bien les choses
- 2005 : Le Temps d'un été (Endlich Urlaub! - téléfilm)
- 2005 : Rose unter Dornen (TV)
- 2005 : Verführung für Anfänger (TV)
- 2005 : Les Enquêtes d'Agatha - Alles oder nichts (TV)
- 2006 : Willkommen in Lüsgraf (TV)
- 2006 : Die Märchenstunde : Zwerg Nase – Vier Fäuste für ein Zauberkraut
- 2006 : Pik & Amadeus – Freunde wider Willen (TV)
- 2006 : Mord in bester Gesellschaft - Mord in bester Gesellschaft
- 2007 : Molly und Mops (TV)
- 2007 : Neues vom WiXXer
- 2007 : Märchenstunde: Die Geschichte vom Aschenputtel (TV)
- 2007 : Un cas pour deux (série télévisée)
- 2007 : Un scénario presque parfait (Die Zürcher Verlobung – Drehbuch zur Liebe)
- 2008 : Mit dir die Sterne sehen (TV)
- 2008 : L'Île des abeilles tueuses (Die Bienen – Tödliche Bedrohung)
- 2008 : Dell und Richthoven - Knast oder Cognac (TV)
- 2009 : Der Psycho Pate
- 2009 : Un cas pour deux (série télévisée)
- 2009 : Schneewittchen (de) (TV)
- 2010 : Pfarrer Braun - Schwein gehabt! (TV)
- 2010 : Inga Lindström - Schatten der Vergangenheit (TV)
- 2010 : Mick Brisgau - Wer findet, der stirbt (TV)
- 2010 : Berlin section criminelle (Der Kriminalist, série télévisée)
- 2011 : Liebe und Tod auf Java
- 2012 : Das Traumhotel - Vietnam (TV)
- 2012 : Mon père, cet inconnu (TV - Lebe dein Leben)
- 2012 : Küstenwache - In trockenen Tüchern (TV)
- 2012 : Mick Brisgau - Ich sag’s nicht weiter (TV)
- 2012 : Alerte Cobra  - Operation Hiob (TV)
- 2012 : Es kommt noch dicker - Kinder (TV)
- 2012 : SOKO Stuttgart - Um Haaresbreite (TV)
- 2012 : Der Ballermann – Ein Bulle auf Mallorca
- 2013 : Quellen des Lebens
- 2013 : Polizeiruf 110 - Laufsteg in den Tod (TV)
- 2013 : Mini Macho (TV - Großer Mann ganz klein!)
- 2013 : Soko brigade des stups - Der Schrat (TV)
- 2013 : Familie Dr. Kleist - Rückzug (TV)